# Platychorda
Platychorda  es un género con dos especies de plantas herbáceas perteneciente a la familia Restionaceae. Es originario del sudoeste de Australia.

## Especies dePlatychorda
- Platychorda applanata (Spreng.) B.G.Briggs & L.A.S.Johnson, Telopea 7: 361 (1998).
- Platychorda rivalis B.G.Briggs & L.A.S.Johnson, Telopea 9: 254 (2001).